# It's Okay to Not Be Okay
It's Okay to Not Be Okay er en sydkoreansk tv-drama/serie på 16 episoder (+ 3 specialepisoder). Hovedrollerne spilles af henholdsvis Kim Soo-hyun (Moon Gang-tae), Seo Ye-ji (Ko Moon-young), Oh Jung-se (Moon Sang-tae) og Park Kyu-young (Nam Ju-ri).